# Karlo Bartolec
Karlo Bartolec (Zagreb, 20 april 1995) is een Kroatisch voetballer, die doorgaans speelt als rechtervleugelverdediger. In de zomer van 2016 werd hij door FC Nordsjælland overgenomen van NK Lokomotiva Zagreb. Sinds oktober 2018 is hij Kroatisch international.

## Clubcarrière
Bartolec begon zijn voetballoopbaan bij de jeugd van NK Lokomotiva Zagreb en GNK Dinamo Zagreb. In 2014 keerde hij terug naar Lokomotiva Zagreb en werd opgenomen in het eerste elftal. Op 15 maart 2014 maakte hij zijn debuut in de 1. Liga op het terrein van HNK Rijeka. Hij kwam na 27 minuten op het terrein en kwam Tomislav Barbarić vervangen die, ten gevolge een blessure, het veld moest verlaten. In twee minuten tijd gaf Bartolec twee assists aan Ante Budimir. De wedstrijd werd uiteindelijk met 3–2 verloren. In augustus 2016 maakte hij de overstap naar het Deense FC Nordsjælland.

## Clubstatistieken
| Seizoen | Club                 | Competitie  | Competitie | Competitie | Beker | Beker | Internationaal | Internationaal | Totaal | Totaal |
| Seizoen | Club                 | Competitie  | Wed.       | Dlp.       | Wed.  | Dlp.  | Wed.           | Dlp.           | Wed.   | Dlp.   |
| ------- | -------------------- | ----------- | ---------- | ---------- | ----- | ----- | -------------- | -------------- | ------ | ------ |
| 2013/14 | NK Lokomotiva Zagreb | 1. Liga     | 7          | 0          | —     | —     | —              | —              | 7      | 0      |
| 2014/15 | NK Lokomotiva Zagreb | 1. Liga     | 25         | 0          | 3     | 0     | —              | —              | 28     | 0      |
| 2015/16 | NK Lokomotiva Zagreb | 1. Liga     | 24         | 0          | 2     | 0     | 4              | 0              | 30     | 0      |
| 2016/17 | NK Lokomotiva Zagreb | 1. Liga     | 5          | 0          | —     | —     | 8              | 0              | 13     | 0      |
| 2016/17 | FC Nordsjælland      | Superligaen | 9          | 1          | —     | —     | —              | —              | 9      | 1      |
| 2017/18 | FC Nordsjælland      | Superligaen | 34         | 4          | 1     | 0     | —              | —              | 35     | 4      |
| 2018/19 | FC Nordsjælland      | Superligaen | 25         | 2          | 2     | 0     | 5              | 0              | 32     | 2      |
| Totaal  | Totaal               | Totaal      | 129        | 7          | 8     | 0     | 17             | 0              | 155    | 7      |

Bijgewerkt op 20 maart 2019.

## Interlandcarrière
Bartolec doorliep verschillende Kroatische jeugdploegen. In oktober 2018 werd hij door bondscoach Zlatko Dalić opgenomen in het Kroatisch voetbalelftal voor de wedstrijden tegen Engeland en Jordanië. Op 15 oktober 2018 maakte hij zijn debuut in de wedstrijd tegen Jordanië. Hij werd een klein half uur voor het einde vervangen door Tin Jedvaj.